# مارتن كاستيلو
مارتن كاستيلو (بالإسبانية: Martín Castillo)‏ (مواليد 13 يناير 1977) هو ملاكم مكسيكي، مثّل بلاده في الألعاب الأولمبية الصيفية 1996.

## روابط خارجية
مارتن كاستيلو على موقع بوكس ريك (الإنجليزية) (registration required)
- مارتن كاستيلو على موقع أوليمبيديا (الإنجليزية)